# Andrija Puharich
Andrija Puharich (Chicago, Illinois, 19. veljače 1918. – Dobson, Sjeverna Karolina, 3. siječnja 1995.). Bio je časnik kopnene vojske SAD-a ranih 1950-ih. Američki je znanstvenik. Među vodećim je bio autoritetima u SAD-u u području parapsihologije i izvanosjetilna zapažanja. Poznato mu je djelo "Sveta gljiva" u kojem je opisao svoja istraživanja gljive Amanita muscaria koja je na hrvatskom poznata imenom muhara. Pisao je o ulozi o svete gljive u povijesti, mitovima i religioznim doživljajima.

## Znanstveni rad
Pravog je imena Henry Karel Puharich u obitelji siromašnih hrvatskih iseljenika. Otac mu je odselio u SAD 1912. godine provukavši se kao slijepi putnik. Prema svjedočenjima jedne od Puharichevih bivših supruga, otac ga je često zlostavljao (bullying) zbog čega je teško trpio.
Za američku je vladu (projekt Montauk, vlada SAD ga je priznala 1980-ih, a javnosti otvorila 2002.) vršio brojne pokuse na ljudskim moždanim valovima.
Pisao je o Uriju Gelleru, čiji je paranormalni slučaj istraživao uz pomoć Itzhaka Bentova i drugih. Prije toga bavio se brazilskim iscjeliteljem Zé Arigóm. Kad je susreo nizozemskog vidovnjaka Petera Hurkosa, doveo ga je u SAD da bi sudjelovao u znanstvenim pokusima iz područja parapsihologije. Istraživao je i meksičkog iscjelitelja Pachita.
Patentirao je preko 50 paternata. Dva najpoznatija su mu naprave koje pomažu bolje čuti "Sredstvo za pomoći čuti" (SAD. patent br. 2 995 633) i "metoda i uređaj za poboljšanje neuralne performanse kod ljudskih subjekata elektroterapijom". Priznat mu je patent iz 1983. godine za "metodu i uređaj za razbijanje vodenih molekula". Među njegova istraživanja spada proučlavanje utjecaja krajnje niskih frekvencija ELF emisija elektromagnetskih valova na um te je izumio nekoliko uređaja koji navodno blokiraju ili konvertiraju ELF valove da bi spriječili ozljeđivanje.
Glumio je Dr Andriju Puharicha u seriji televizijskoj seriji Perry Mason u epizodi The Case of the Meddling Medium 1961. godine.

## Patenti
Nekoliko Puharichevih patenata:
- SAD. patent br. 2853067
- SAD. patent br. 2995633
- SAD. patent br. 3170993
- SAD. patent br. 3563246
- SAD. patent br. 3629521
- SAD. patent br. 3726762
- SAD. patent br. 4394230

Googleova pretraga patenata za ime Puharich[neaktivna poveznica]

## Vanjske poveznice
- Službene stranice, održava ih obitelj Puharich
- Životopis i razgovor iz Reality Hackers 1988.
- Službene stranice  Arhivirana inačica izvorne stranice od 26. srpnja 2012. (Wayback Machine) A Terrible Mistake: The Murder of Frank Olson and the CIA's Secret Cold War Experiments autora H.P. Albarellija
- Andrija Puharich, američki Hrvat koji je za CIA-u istraživao fenomene